# Dariusz Łyszczarczyk
Dariusz Łyszczarczyk (* 17. Februar 1975 in Zakopane) ist ein ehemaliger polnischer Eishockeyspieler, der fast seine gesamte Karriere beim polnischen Rekordmeister Podhale Nowy Targ verbrachte, mit dem er sechsmal polnischer Meister wurde. Sein Sohn Alan Łyszczarczyk ist ebenfalls polnischer Eishockeynationalspieler.

## Karriere
Darius Łyszczarczyk begann seine Karriere als Eishockeyspieler in der bei Podhale Nowy Targ, wo er bereits als 16-Jähriger in der Ekstraliga debütierte. Mit dem Klub wurde er 1993, 1994, 1995, 1996, 1997 und 2007 Polnischer Meister sowie 2004 und 2005 nationaler Pokalsieger. Zudem gewann er mit der Mannschaft 2004 die Interliga. Zum Ausklang seiner Karriere wechselte er 2008 zum Ekstraliga-Aufsteiger JKH GKS Jastrzębie, wo er seine Laufbahn 2009 beendete.

### International
Für Polen nahm Łyszczarczyk im Juniorenbereich zunächst an den U18-Europameisterschaften 1992 und 1993 teil. Anschließend spielte er bei den U20-B-Weltmeisterschaften 1993, 1994, als er zum besten Spieler seiner Mannschaft gekürt wurde, und 1995, als er in das All-Star-Team gewählt wurde. Mit 21 Spielen ist er bis heute gemeinsam mit Michał Garbocz Rekordspieler der polnischen U20-Auswahl.
Im Seniorenbereich debütierte er bei der B-Weltmeisterschaft 1996 in der polnischen Nationalmannschaft. Dort spielte er auch bei der B-Weltmeisterschaft 1997.

## Erfolge und Auszeichnungen
- 1993 Polnischer Meister mit Podhale Nowy Targ
- 1994 Polnischer Meister mit Podhale Nowy Targ
- 1995 Polnischer Meister mit Podhale Nowy Targ
- 1996 Polnischer Meister mit Podhale Nowy Targ
- 1997 Polnischer Meister mit Podhale Nowy Targ
- 2004 Polnischer Pokalsieger und Gewinn der Interliga mit Podhale Nowy Targ
- 2005 Polnischer Pokalsieger mit Podhale Nowy Targ
- 2007 Polnischer Meister mit Podhale Nowy Targ

### International
- 1995 All-Star-Team bei der Junioren-B-Weltmeisterschaft